# Peter Sunde
Peter Sunde Kolmisoppi, alias brokep, né le 13 septembre 1978 à Uddevalla en Suède, est un expert informatique suédois d'origine norvégienne et finlandaise,. Il est principalement connu pour avoir été le cofondateur et le porte-parole de The Pirate Bay, un moteur de recherche BitTorrent.

## Vie privée
Né d'une mère travaillant dans les ressources humaines, il est issu d'une famille de deux enfants.
Avant de lancer The Pirate Bay, Peter Sunde travaille pour une grande entreprise médicale allemande. En 2003, il devient membre de l'organisation suédoise Piratbyrån puis quelques mois plus tard, Peter, Fredrik Neij et Gottfrid Svartholm lancent The Pirate Bay, Peter en étant le porte-parole.
Il occupe cette fonction jusqu'à fin 2009 (trois ans après que l'entreprise Reservella en soit devenue propriétaire). En août 2011, Peter et l'autre cofondateur de The Pirate Bay, Fredrik Neij, lancent le site de partage de fichiers Bayfiles, qui vise le partage légal de fichiers.
Peter Sunde parle suédois, norvégien, anglais, finnois et allemand.

## Le procès «The Pirate Bay»
Le 31 janvier 2008, les responsables de The Pirate Bay, Peter Sunde, Fredrik Neij, Gottfrid Svartholm et Carl Lundström (DG de l'ancien FAI de The Pirate Bay) sont poursuivis pour « facilitation de violation de droits d'auteur ».
Le procès The Pirate Bay débute le 16 février 2009 à l'issue duquel Peter et ses codéfendeurs sont déclarés coupables de « facilitation de mise à disposition de contenu protégé par les droits d'auteur » par le tribunal de première instance (tingsrätt) de Stockholm. Chaque défendeur est condamné à un an de prison et à une amende de 30 millions de couronnes suédoises (soit environ 2 740 900 € ou 3 620 000 $), somme partagée entre les quatre défendeurs.
Après le verdict, Sunde participe à une conférence de presse au cours de laquelle il brandit une reconnaissance de dette manuscrite, et affirme qu'il ne paierait rien d'autre que cela. Il ajoute : « Même si j'avais de l'argent, je préférerais encore brûler tout ce que je possède, et qu'ils n'aient rien, pas même les cendres. Ils n'ont qu'à se donner la peine de les ramasser. Cela montre à quel point je déteste l'industrie musicale. »
Les avocats des défendeurs ont fait appel auprès de la cour d'appel de Svea pour demander un nouveau procès de la cour fédérale à la suite des soupçons de partialité du juge Tomas Norström. Selon la loi suédoise, le verdict n'est pas définitif tant que toutes les possibilités d'appel n'ont pas été épuisées.
Il est possible de retrouver des passages d'interview de Peter parlant de copyright, de l'Internet et de culture dans le documentaire de 2007 intitulé Steal this film.
Après le rejet de sa dernière tentative d'appel par la cour suprême suédoise, Peter Sunde vit en exil pendant deux ans, principalement à Berlin, avant d'être interpellé le 31 mai 2014 dans le sud de la Suède.

## Flattr
Flattr est un système de micropaiement lancé par Peter Sunde et Linus Olsson qui permet aux visiteurs d'un site internet de faire simplement de petites donations. Lors du lancement du projet en février 2010, Peter Sunde explique que « l'argent que vous payez chaque mois sera réparti uniformément selon les clics que vous faites dans le mois. Nous voulons encourager le partage d'argent autant que des contenus. » Les frais récupérés par Flattr sont de 10 % sur les paiements mensuels des utilisateurs.
Après la première publication par WikiLeaks des câbles diplomatiques américains, des entreprises comme Visa, MasterCard, Paypal et Moneybookers ont bloqué les donations et les transferts d'argent vers ce site. Flattr au contraire a continué d'autoriser ces donations à WikiLeaks. Peter Sunde déclara : « Nous, Flattr, pensons que leur travail est exactement ce dont nous avons besoin et si nous pouvons aider ne serait-ce qu'un peu, nous le ferons. ».

## Kopimashin
Le 14 décembre 2015, Peter Sunde publie une vidéo présentant la Kopimashin, dans le cas présent un Raspberry Pi programmé en langage Python et munie d'un affichage LCD. Véritable machine à copier numérique, permettant de réaliser un nombre infini de copies d’une seule et même chanson Crazy de Gnarls Barkley. Par le concept de la Kopimashin l'idée du fondateur de The Pirate Bay, est d'exprimer la futilité de l'économie basée sur les droits d'auteur dans une économie numérique.

## La scène torrent
Après l'arrestation en Pologne d'Artem Vaulin, l’homme derrière le site KickAss Torrents, il déplore : "Trop de gens comptent sur un petit nombre de plates-formes pour récupérer du contenu, ce qui rend ces dernières plus vulnérables, le système serait trop centralisé."
En effet, quand les serveurs d'un site de partage sont saisis, on ne peut plus accéder à sa base de données, quel que soit le nombre de sites miroirs. Sunde préconiserait un système décentralisé où les bases de données torrents ne seraient pas réparties entre de nombreux petits acteurs.

## Politique
Le Parti pirate européen présente Amelia Andersdotter, eurodéputée suédoise pour le Piratpartiet, et Peter Sunde à la présidence de la Commission en vue des élections européennes de 2014.

## Filmographie
- 2013 : The Pirate Bay - Away From Keyboard (TPB AFK)